# Cristovam Pavia
Cristovam Pavia, eigentlich Francisco Antonio Lahmeyer Flores Bugalho (* 7. Oktober 1933 in Alcântara, Lissabon, Portugal; † 13. Oktober 1968 ebenda) war ein portugiesischer Dichter und Germanist deutscher Abstammung.

## Leben
Er wurde als Sohn des Dichters Francisco Jose Lahmeyer Bugalho (1905–1949) geboren und verbrachte mit seinen Eltern die ersten sieben Jahre in Castelo de Vide im Alentejo, wo die Familie eine Quinta – die Quinta dos Palmeiras, die heute noch existiert – besaß. 1940 zog die Familie nach Lissabon, wo er von 1943 bis 1947 das Liceu Dom João de Castro besuchte und sein Abitur ablegte. Zu seinen Schulfreunden gehörten auch die Dichter Pedro Tamen und Antonio Osorio. Es folgte eine Immatrikulation als Student der Rechtswissenschaften an der Universität Lissabon, doch wechselte er nach kurzer Zeit an die Philosophische Fakultät, in den Fachbereich Philologie, wo er ein Studium der Germanistik begann. Der Tod seines Vaters 1949 riss ihn in eine tiefe Krise, aus der er kein Entrinnen mehr fand.
Nachdem er sein Studium erfolglos und ohne Abschluss schließlich Ende der 1950er Jahre beenden musste, arbeitete er als Dachdecker und Maurergehilfe in Frankreich und Deutschland. Er kehrte 1962 nach Portugal zurück, wo er am 13. Oktober 1968 Selbstmord beging, indem er sich im Stadtteil Belém vor einen Zug warf. Er sprach fließend Französisch und Deutsch. Zu seinen bekannten Freunden zählten auch José Régio und Adolfo Casais Monteiro. Pavia sah sich selbst dem progressiven Katholizismus nahestehend. Mit der schweizerischen Dichterin Anne Perrier stand er in Briefkontakt.

## Der Dichter Pavia
Vorbilder von Pavia waren sein Vater, Jose Regio und der Dichter Carlos Queiroz Ribeiro. Er schrieb für zahlreiche Magazine und Zeitschriften, darunter Arvore, Diario Popular, Anteu, Tavola Redonda, Seroes, O tempo e o modo, Encontro (katholische Studentenzeitschrift). Jedoch nur ein Buch mit etwa 35 Gedichten wurde 1959 zu Lebzeiten publiziert. Paiva war nur eines von mehreren Pseudonymen, die der Dichter nutzte: Cristovam Pavia, Antonio Flores Bugalho, Sisto Esfundo, Marcos Trigo, Dr. Geraldo Meneses da Cunha Ferreira. Das Werk ist durch die Sehnsucht nach der Kindheit geprägt und hat einen gewissen Drang nach Selbstzerstörung.
Der Tod spielt darin eine bedeutende Rolle, so in düsteren Gedichten wie "Melancholia", "Requiem", "Na noite da minha morte (Die Nacht meines Todes)". Auch die Fragen nach der Liebe, Kontemplation, von Raum und von Zeit nehmen einen großen Platz in seinem Werk ein. Viele Gedichte sind auch in einem elegischen Ton gehalten. In seinen Gedichten, die von der alentejanischen Kindheit handeln, spricht er von der Kindheit als "Ort des Goldes". Auch in bedeutenden Anthologien der Dichter und Schriftsteller António Ramos Rosa und João Gaspar Simões, die die zeitgenössischen portugiesischen Dichter sammelten, erschienen Gedichte von ihm. Insgesamt ist sein Werk durch Anthologien, Zeitschriften und seinen einzigen Band "35 Poemas" (1959) greifbar. Eine erste Gesamtausgabe der zusammengefassten Schriften erschien 1982.

## Pavia und Deutschland
Die Beziehung von Pavia bzw. Bugalho zu Deutschland war familiär geprägt: mütterlicherseits war die Linie der Familie Lahmeyer im 19. Jahrhundert aus Deutschland in Portugal eingewandert und wurde dort sesshaft. Seine Großmutter Sophia Lahmeyer, war noch Deutsche gewesen, demnach war Pavia Portugiese deutscher Abstammung in zweiter Generation. Er sprach fließend Deutsch. Diese Tatsache und seine Herkunft hatten sein Interesse an Deutschland geweckt und ließ ihn daher ein Studium der Germanistik an der Universität von Lissabon anstreben. Auch war er ein stetiger Hörer deutscher, klassischer Musik, vor allem von Mozart. Aufgrund seiner psychischen Probleme wurde er zwischen 1960 und 1962 von einem namhaften Psychiater in Heidelberg intensiv behandelt. Daneben arbeitete er in Heidelberg als Hilfsmaurer und Dachdecker und war mit zahlreichen deutschen Arbeitskollegen – vom einfachen Arbeiter bis Architekten und Bauleitern – befreundet sowie mit einigen in dieser Zeit in Heidelberg ansässigen portugiesischen Arbeitern. Sein Werk ist bisher nicht ins Deutsche übertragen worden. Während seiner Aufenthalte in der Psychiatrie in Heidelberg entstanden ebenfalls viele Gedichte.

## Persönlichkeit
Der hochsensible Dichter galt als schwer depressiv und labil. Der Tod seines Vaters und die Tatsache, dass sein bester Freund Nuno Cardoso Peres in ein Dominikanerkloster eintrat, waren wohl die Gründe für seine lebenslange seelische Krise, die schließlich in seinen Selbstmord mündete. Den indirekten Verlust des besten Freundes versuchte er in dem homophilen Gedicht "ao Nuno" zu verarbeiten. Daneben gab es die Tragik, dass der Sohn aus bürgerlichem Elternhaus keinen Universitätsabschluss hatte und als einfacher Arbeiter seinen Unterhalt verdienen musste, den nach dem Tod des Vaters war die Familie völlig verarmt. Das Studium konnte er aufgrund von finanziellen Gründen und seiner labilen psychischen Verfassung nicht beenden. Er stand in permanenten Konflikt mit seiner Umwelt und der Welt insgesamt. Seine große Religiosität hinderte den an sehr schweren Depressionen leidenden Mann nicht, sich das Leben zu nehmen. Eher gab es da den Wunsch zu Gott zu kommen. Oft wird nahegelegt, Pavia vereine portugiesische Saudade mit deutscher Schwermut in einer einzigartigen Weise.

## Trivia
Er gehörte neben Cesario Verde, Camilo Pessanha und anderen zu den portugiesischen Autoren, die trotz eines einzigen zu Lebzeiten publizierten Werkes im Land große Bedeutung gewonnen hatten.
Er starb am selben Tag und im selben Jahr wie der große brasilianische Dichter Manuel Bandeira.

## Werk
- 35 Poemas, 1959
- Poesia, (erste Gesamtausgabe), 1982
- Poesia, (endgültige Gesamtausgabe), 2010